# Catasticta rochereaui
Catasticta rochereaui is een vlindersoort uit de familie van de witjes (Pieridae), onderfamilie Pierinae.
De wetenschappelijke naam van de soort werd in 1924 gepubliceerd door Le Cerf.